# Scharlachkopfpapagei
Der Scharlachkopfpapagei (Pionopsitta pileata) ist ein Neuweltpapagei, der im südöstlichen Südamerika vorkommt. Die Art gilt als monotypisch.

## Merkmale
Der Scharlachkopfpapagei erreicht eine Körperlänge von 22 cm. Die Männchen haben ein grünes Grundgefieder. An der Kehlregion sind die Federn leicht blau getönt. Die Federn an Scheitel, Stirn und Zügel sind orange-rot, die Ohrflecken sind bräunlich. Das Gefieder im Nacken ist olivgrün gesäumt. Die Flügel haben am Rand und an der Handdecke violett-blaue Federn. Die Unterflügeldecke und die Außenfahnen der Schwingen sind blaugrün. Die Federn an den Schenkeln und der Unterschwanzdecke sind gelbgrün. Auf der Oberschwanzdecke sind die Federn grün und haben blaue Säume. Die Federn auf der Schwanzunterseite haben ein mattes Blaugrün. Der Schnabel dieser Papageien ist graugrün und wird zur Spitze hin hornfarben. Die Iris ist dunkelbraun mit unbefiederten bräunlichen Augenringen. Die Füße sind grau. Die Weibchen ähneln den Männchen, aber sie haben keine orange-roten Federn an Scheitel, Stirn und Zügel. Ihre Federn sind an diesen Stellen grün und ihr Vorderkopf ist bläulich.
Die Jungvögel sehen den Altvögeln ähnlich. Junge Männchen sind bereits im Nest erkennbar und zeichnen sich durch ihre roten Stirnfedern aus.

## Vorkommen

Das Verbreitungsgebiet des Scharlachkopfpapageis

Das Verbreitungsgebiet der Scharlachkopfpapageien reicht vom südöstlichen Brasilien bis ins nordöstliche Argentinien. Hier bewohnen sie die Wälder tropischer und subtropischer Zonen. An den Küsten Ost-Brasilien trifft man sie noch auf 1500 Metern Höhe an.

## Lebensweise
Der Scharlachkopfpapagei ist nicht nur ein Bewohner der Regenwälder, er kommt auch in den Flachlandzonen Paraguays und Argentiniens vor. Die Papageien leben in Paaren oder kleinen Gruppen, die während des Tages auf den Baumspitzen ruhen. Auf der Suche nach Nahrung bewegen sie sich sachte zwischen den Ästen fort. Sie sind schnelle und direkte Flieger.

## Systematik
Der Scharlachkopfpapagei ist heute die einzige Art der Gattung Pyrilia. Bis 2005 gehörten der Gattung sieben weitere Arten an, die im Deutschen die Bezeichnung Zierpapageien erhielten. In dieser Zusammensetzung erwies sich die Gattung jedoch nicht als monophyletisch. Die übrigen Arten wurden zunächst in die Gattung Gypopsitta gestellt, später aufgrund der Prioritätsregel in die Gattung Pyrilia überstellt.

## Etymologie und Forschungsgeschichte
Die Erstbeschreibung des Scharlachkopfpapageis erfolgte 1769 durch Giovanni Antonio Scopoli unter dem wissenschaftlichen Namen Psittacus pileatus. Ein Verbreitungsgebiet gab er nicht an. 1854 führte Charles Lucien Jules Laurent Bonaparte die für die Wissenschaft neue Gattung Pionopsitta für den Scharlachkopfpapagei ein. Der Begriff ist ein Wortgebilde aus Pionus Wagler, 1832, und lateinisch psitta „Papagei“. Pionus stammt wiederum von altgriechisch πίων piōn „fett, fettleibig, korpulent“ ab. Der Artname pileata hat seinen Ursprung in lateinisch pileus „Filzkappe“ – pileatus bedeutet „mit (Filz-)Kappe“. Alfred Laubmann hatte für sein Werk Die Vögel von Paraguay keinen Balg zur Verfügung. In der Literatur nannte er Félix de Azaras Maracaná del cabeza roxa als Nachweis für Paraguay. Außerdem betrachtete er das Departamento Alto Paraná durch Arnaldo de Winkelried Bertoni und Sapucai durch Charles Chubb als Nachweise für das Land. Psittacus mitratus Wied, 1820 wird heute als Synonym zur Nominatform betrachtet. Mitratus stammt von lateinisch mitra „Mitra, Turban, Kopfschmuck“ ab – mitratus, wörtlich „Mitra, Turban oder Kopfschmuck tragend“, steht hier für „gekrönt“.